# Stenospermation maguirei
Stenospermation maguirei är en kallaväxtart som beskrevs av A.M.E.Jonker och Fredrik Pieter Jonker. Stenospermation maguirei ingår i släktet Stenospermation och familjen kallaväxter. Inga underarter finns listade.